# Julian Hansen
Julian Hansen (2 agosto 1963) è un ex calciatore faroese, di ruolo centrocampista.

## Carriera

### Nazionale
Ha collezionato 6 presenze con la propria Nazionale.